# Tree Rollins
Pour les articles homonymes, voir Rollins.
Wayne Monte « Tree » Rollins (né le 16 juin 1955, à Winter Haven, Floride) est un ancien joueur américain de basket-ball.

## Biographie
Il dispute 18 saisons en National Basketball Association pour les Hawks d'Atlanta, les Cavaliers de Cleveland, les Pistons de Détroit, les Rockets de Houston et le Magic d'Orlando. Il était surnommé Tree. Le pivot de 2,15 m de Clemson est reconnu pour ses capacités défensives, particulièrement au rebond et au contre. Il termine parmi les trois premiers au classement des contreurs à six reprises, finissant en tête lors de la saison 1982-1983. Lors de cette même saison, il est nommé dans la NBA All-Defensive Second Team, puis dans la NBA All-Defensive First Team la saison suivante. Au moment de sa retraite en 1995, il est au 4e rang des meilleurs contreurs de l'histoire de la ligue, derrière Hakeem Olajuwon, Kareem Abdul-Jabbar et Mark Eaton. Il se situe au 7e rang de la ligue au nombre de tirs contrés, avec 2542. Ses 6 750 rebonds en carrière le classe au 89e rang de la ligue. Lors de sa carrière de joueur, Rollins est surnommé « the Intimidator ».
Lors de la saison 1994-1995, Rollins est à la fois entraîneur assistant et pivot remplaçant au Orlando Magic. Il est aussi entraîneur de l'équipe disparue des Greenville Groove en NBA Development League. En 2004, il est président et General Manager des Kentucky Colonels, à Louisville.
En 2006, Rollins rejoint l'équipe WNBA des Washington Mystics en tant qu'entraîneur assistant. Le 1er juin 2007, il est nommé entraîneur par intérim après que Richie Adubato soit parti en début de saison. Rollins a mené les Mystics à un bilan de 17-14.
Il est le premier athlète de l'histoire à Clemson University à avoir son numéro retiré. Il est le seul joueur de Clemson à avoir réalisé un double/double de moyenne quatre saisons de suite.

## Pour approfondir
- Liste des joueurs en NBA ayant joué plus de 1 000 matchs en carrière.
- Liste des meilleurs contreurs en NBA par saison.
- Liste des meilleurs contreurs en NBA en carrière.
- Liste des joueurs de NBA avec 10 contres et plus sur un match.